# Ochna membranacea
Ochna membranacea är en tvåhjärtbladig växtart som beskrevs av Daniel Oliver. Ochna membranacea ingår i släktet Ochna och familjen Ochnaceae. Inga underarter finns listade i Catalogue of Life.